# Saint-Just-Luzac
Saint-Just-Luzac é uma comuna francesa localizada no departamento de Charente-Maritime na região administrativa da Nova Aquitânia, no sudoeste da França.